# 皇冠之战
《皇冠之战》是2014年、2016年的泰国电视剧，共有两季。此剧获得泰国人民的极高关注及讨论度。

## 剧情简介
十个女孩都有着自己的秘密并怀着不同的目的参加选美比赛。她们背后的故事及秘密随着比赛的进行不断的被公开，考验与危险也随之而来。

## 演员阵容

### 第一季
- 米什妮·金贝恩（Lukkade） 饰 努姐（Nuzzarin / Nuz）
- 颂恩·宋帕山（Son） 饰 Kong Kead
- 杰迪帕·迪拉朋帕（Jes） 饰 Q
- 那·特哈沙丁·那·阿育他亚 饰 Ton
- 奥利佛·普帕特 饰 Chayut（Yut）
- 括拉克·吞考（Aon） 饰 Itt
- 拉思·瓦查拉普梅 饰 Alice
- 拉甘娜芃·柄固纳芘楠 饰 Lookwha
- 瑟璐查·皮布娄 饰 Wine
- 拉维雅楠·塔格 饰 Lookso
- 林佩敏 饰 Ribbin
- 萍吉娜·泽伦拉 饰 Summer
- 朴琶惹·帕达甘 饰 Dear
- Pakakanya Charoenyos 饰 Fah
- Worapairin Lapatnitiot 饰 BB
- Praymin Tapgaew 饰 Baiklow
- 达琳·汉森 饰 Aie

## 制作
2016年7月18日，《皇冠之战2》正式杀青。